# Ebersbach-Neugersdorf
Ebersbach-Neugersdorf est une ville de Saxe (Allemagne), située dans l'arrondissement de Görlitz, dans le district de Dresde. Elle est issue de la fusion des anciennes communes autonomes d'Ebersbach et de Neugersdorf qui eut lieu le 1er janvier 2011.

## Jumelages
- Ebersbach an der Fils (Allemagne)
- Gründau (Allemagne) depuis le 3 octobre 1991[1]
- Bourg-lès-Valence (France)
- Krapkowice (Pologne)
- Jiříkov (Tchéquie)